# Stazione di JR Namba
La stazione di JR Namba (JR難波?, Jeiāru-Nanba-eki) è una delle stazioni di Osaka, sulla linea principale Kansai (linea Yamatoji), in Giappone. La stazione è il capolinea della linea Yamatoji.

## Storia
La Ferrovia di Osaka aprì la stazione di Minatomachi (湊町駅?) come stazione di testa il 1º marzo 1899. L'anno dopo la stazione passò sotto il controllo delle Ferrovie del Kansai, e nel 1907, con la nazionalizzazione delle ferrovie, divenne una stazione delle Ferrovie Nazionali del Giappone. Il nome venne cambiato in stazione di Namba JR nel 1994, e dal 22 marzo 1996 l'attuale stazione di testa sotterranea sostituì quella precedentemente presente in superficie.

## Linee

### Treni
- JR West
  - ■ Linea Yamatoji

## Caratteristiche
La stazione ha due banchine a isola serventi quattro binari di testa.
| 1-2-3-4 | ■ Linea Yamatoji | per Tennōji, Ōji, Nara e Takada |

## Stazioni adiacenti
| «              | Servizio       | »              |
| Linea Yamatoji | Linea Yamatoji | Linea Yamatoji |
| -------------- | -------------- | -------------- |
| Capolinea      | Locale         | Imamiya        |
| Capolinea      | Rapido         | Shin-Imamiya   |